# Новая Пролетарка
Но́вая Пролета́рка — хутор в Предгорном районе (муниципальном округе) Ставропольского края России.
До 16 марта 2020 года входил в состав муниципального образования «Сельское поселение Юцкий сельсовет».

## География
Граничит с городом Пятигорском. Расположен в 140 км к юго-востоку от краевого центра — города Ставрополя и в 11 км к востоку от районного центра — станицы Ессентукской.
Климат мягкий, умеренно континентальный. Лето жаркое, с нечастыми, но сильными дождями. Из-за особенностей рельефа на территории хутора часто наблюдаются слабые ветра преимущественно западного и северо-западного (из-за близости Новопятигорского озера) направления. Ветреная погода в основном наблюдается летом и ранней осенью.

## Население
| 1989 | 2002 | 2010 | 2014 | 2021  |
| ---- | ---- | ---- | ---- | ----- |
| 367  | ↗544 | ↗842 | ↘500 | ↗1135 |

По данным переписи 2002 года, 68 % населения — русские.

## Инфраструктура
Уличная сеть хутора включает 14 улиц и 1 переулок. Одна из улиц названа в честь Героя Советского Союза И. С. Лошака.
В границах Новой Пролетарки расположено общественное открытое кладбище площадью 5 тыс. м² (Бригада № 5, район улицы Озёрной).